# Boca del Pao (Venezuela)
Pour les articles homonymes, voir Boca del Pao.
Boca del Pao est la capitale de la paroisse civile de Boca del Pao de la municipalité de Francisco de Mirandal dans l'Anzoátegui au Venezuela.